# Bricoptis variolosa
Bricoptis variolosa är en skalbaggsart som beskrevs av Hippolyte Louis Gory och Achille Rémy Percheron 1833. Bricoptis variolosa ingår i släktet Bricoptis och familjen Cetoniidae. Inga underarter finns listade.